# جيمس كوالسكي
جيمس كوالسكي (بالإنجليزية: James Kowalski)‏ هو ضابط أمريكي، ولد في 30 أكتوبر 1957 في كولومبوس في الولايات المتحدة.